# Liste der Biografien/Vaq
Liste der Biografien |
Portal Biografien |
Personensuche
# |
A |
B |
C |
D |
E |
F |
G |
H |
I |
J |
K |
L |
M |
N |
O |
P |
Q |
R |
S |
T |
U |
V |
W |
X |
Y |
Z |
?
 
Va |
Ve |
Vh |
Vi |
Vj |
Vl |
Vn |
Vo |
Vr |
Vs |
Vt |
Vu |
Vy
 
Vaa |
Vab |
Vac |
Vad |
Vae |
Vaf |
Vag |
Vah |
Vai |
Vaj |
Vak |
Val |
Vam |
Van |
Vap |
Vaq |
Var |
Vas |
Vat |
Vau |
Vav |
Vaw |
Vax |
Vay |
Vaz
Die Liste der Biografien führt alle Personen auf, die in der deutschsprachigen Wikipedia einen Artikel haben. Dieses ist eine Teilliste mit 10 Einträgen von Personen, deren Namen mit den Buchstaben „Vaq“ beginnt.

## Vaq

### Vaqi
- Vaqif, Molla Pənah (1717–1797), aserbaidschanischer Staatsmann und Dichter

### Vaqu
- Vaquedano, José de (1642–1711), spanischer Komponist und Kapellmeister
- Vaquer, Oliver, Schauspieler und Synchronsprecher
- Vaquera, César (* 1989), mexikanischer Radrennfahrer
- Vaquero, Christian (* 1986), uruguayischer Fußballspieler
- Vaquero, Tomás (1914–1992), brasilianischer Geistlicher, römisch-katholischer Bischof von São João da Boa Vista
- Vaquette de Gribeauval, Jean-Baptiste (1715–1789), französischer Ingenieur und Artilleriegeneral
- Vaquez, Henri (1860–1936), französischer Internist und Kardiologe
- Vaquina, Alberto (* 1961), mosambikanischer Politiker der Partei Frente de Libertação de Moçambique
- Vaquinhas, José dos Santos († 1888), portugiesischer Offizier und Kolonialverwalter